# Agathe Habyarimana
Agathe Habyarimana, geborene Agathe Kanziga (* 21. Januar 1942 in Tororo, Uganda), ist die Witwe des am 6. April 1994 beim Abschuss seines Flugzeugs ums Leben gekommenen Staatspräsidenten von Ruanda, Juvénal Habyarimana. Sie wird auch als „Lady Genocide“ bezeichnet.

## Leben
Habyarimana und ihr Akazu genannter Familienklan galten als die eigentliche Macht hinter dem Thron der zwanzigjährigen Präsidentschaft ihres Mannes. Ihrem Akazu wird eine entscheidende Rolle beim Völkermord in Ruanda zugeschrieben.
Agathe Habyarimana spielte sowohl bei der Gründung von Radio-Télévision Libre des Mille Collines 1993 als auch bei der 1990 gegründeten Zeitung Kangura eine entscheidende Rolle. Radiosender und Zeitung waren Propaganda-Organe, die eine Volksverhetzung betrieben, die zum Genozid führten.
Unmittelbar nach dem Tod ihres Mannes und dem Beginn des Völkermords wurde sie von französischen Truppen aus Ruanda ausgeflogen. Sie lebte daraufhin in Frankreich, ihr Asylantrag wurde 2009 abgelehnt. Am 2. März 2010 wurde sie in ihrem Haus in Courcouronnes südlich von Paris verhaftet. Nach wenigen Stunden kam sie unter Auflagen wieder auf freien Fuß. Der ruandische Justizminister Tharcisse Karugarama forderte ihre Auslieferung.
Habyarimanas Bruder ist Protais Zigiranyirazo, der auch Monsieur Zed (oder „Mr. Z“) genannt wird, ein Geschäftsmann und Politiker, der beschuldigt wird, 1985 an dem Mord der US-Gorillaforscherin Dian Fossey beteiligt gewesen zu sein. Er gilt auch als maßgeblicher Mitorganisator des Genozids von 1994. 2001 wurde er in Brüssel von belgischen Behörden festgenommen und an das International Criminal Tribunal for Rwanda (ICTR) ausgeliefert. Er wurde am 15. Dezember 2008 in erster Instanz zu zwanzig Jahren Haft verurteilt.
Eine Berufungskammer hob das Urteil am 16. November 2009 wegen „fundamentale[r] Rechtsfehler“ wieder auf; Zigiranyirazo wurde freigelassen.